# آنا ماديلي
آنا ماديلي (بالإنجليزية: Anna Madeley)‏ هي ممثلة بريطانية، ولدت في 8 مارس 1976 بلندن في المملكة المتحدة.

## أعمال

### أفلام
- (2008) في بروج[3]

### مسلسلات
- التاج
- باتريك ميلروز

## وصلات خارجية
- آنا ماديلي على موقع IMDb (الإنجليزية)
- آنا ماديلي على موقع ألو سيني (الفرنسية)
- آنا ماديلي على موقع أول موفي (الإنجليزية)
- آنا ماديلي على موقع قاعدة بيانات برودواي على الإنترنت (الإنجليزية)
- آنا ماديلي على موقع قاعدة بيانات الأفلام السويدية (السويدية)
- آنا ماديلي على موقع قاعدة بيانات الفيلم (الإنجليزية)
- آنا ماديلي على موقع كينوبويسك (الروسية)